# Försvarsbeslutet 1958
Försvarsbeslutet 1958 formellt känd som Kungl. Maj:ts proposition nr 110 år 1958. Propositionen, lades fram av Kungl. Maj:t (regeringen) till Sveriges riksdag den 14 mars 1958 och syftade till att fastställa Sveriges försvarsorganisation på längre sikt, samt att slutligt besluta om anslag för försvaret för budgetåret 1958/1959. Propositionen behandlade även viktiga organisationsfrågor för specifika försvarsgrenar och stödfunktioner. Försvarsbeslutet kom att fattas med Pragkuppen, Koreakriget och Ungernrevolten som bakgrund, där även kärnvapenhotet och handlingsfrihet för utveckling och anskaffning av ett svenskt kärnvapen spelade in.

## Bakgrund
Försvarsbudgeten för 1958/1959 hade varit preliminär i väntan på en bred politisk överenskommelse. Efter omfattande utredningar av Överbefälhavaren (ÖB) och arbete inom 1955 års försvarsberedning, nåddes den 4 februari 1958 enighet mellan de fyra demokratiska partierna. Denna enighet innebar att man skulle införa en ny försvarsorganisation som i huvudsak motsvarade ÖB:s "alternativ Adam" gällande kostnad och total försvarseffekt. Propositionen är regeringens förslag baserat på denna överenskommelse och Försvarsberedningens utlåtande.
För Krigsmakten kom försvarsbeslutet att innebära en satsning på kvalitet framför kvantitet, vilket innebar en mindre reducering av armén medan det skedde en kraftig omfördelning av resurser från flottan till flygvapnet, där attackflyget skulle överta de större fartygens uppgifter. Samtidigt skulle försvarsanslaget inför varje år räknas upp automatiskt med 2,5 procent.
Försvarsbeslutet var en överenskommelse med bred politisk majoritet, då samtliga borgerliga partier och Socialdemokraterna ställde sig bakom beslutet. Bedömningar som låg bakom beslutet var inte helt dominerade av försvarspolitiska överväganden, utan motiverades också med sakskäl som samhällsekonomisk utveckling och det statsfinansiella läget.
Försvarsbeslutet innebar även en prioritering av den initiala effekten framför uthålligheten. Utvecklingen av sovjetiska kärnvapen och införandet av taktiska kärnvapen i Nato och Warszawapakten ledde under början av 1960-talet till en omfattande omplanering. Det ökade kärnvapenhotet medförde krav på ökad utspridning, rörlighet och skydd. Ett kärnvapenkrig bedömdes leda till ett ytkrig utan tydliga fronter och ett högre stridstempo.

## Alternativa handlingsvägar
Alternativen Adam, Bertil och Cesar togs fram av Överbefälhavaren på uppdrag av departementschefen, alltså försvarsministern, som en del av en större försvarsutredning. Syftet var att ge regeringen olika handlingsvägar för att utforma framtidens försvar inom olika ekonomiska ramar. Alternativen Adam, Bertil och Cesar skulle utgå från 1954 års försvarsförslag, justerat till 1957 års kostnadsläge. Ett fjärde alternativ, David, skulle utgå från en i stort sett oförändrad kostnadsram, motsvarande ca 75 % av 1954 års nivå.
| Aspekt                         | Adam                        | Bertil                | Cesar                                         | David                                                             |
| ------------------------------ | --------------------------- | --------------------- | --------------------------------------------- | ----------------------------------------------------------------- |
| Kostnadsnivå                   | ca 95 % av 1954 års förslag | ca 90 %               | ca 85 %                                       | ca 75 %                                                           |
| Invasionsförsvar               | Två huvudriktningar         | Begränsat             | Endast fördröjande                            | Mycket begränsat, endast punktvis                                 |
| Luftförsvar                    | I viktiga landsdelar        | Som Adam              | Endast i östra Mellansverige eller Sydsverige | Antingen som Bertil eller mycket begränsat                        |
| Marinen                        | Reducerad men bibehållen    | Ytterligare reducerad | Nära avvecklad                                | Endast kustbevakning och lätt kustartilleri i Stockholms skärgård |
| Armén                          | Minskad men moderniserad    | Ytterligare reducerad | Kraftigt reducerad                            | Reducerad till mindre än hälften                                  |
| Fredsorganisation              | Viss rationalisering        | Fler indragningar     | Omfattande indragningar                       | Ca 20 förband dras in                                             |
| Importskydd                    | Möjligt                     | Begränsat             | Ej möjligt                                    | Ej möjligt                                                        |
| Försvarsberedningens bedömning | Godtagbar                   | Avråds                | Avråds                                        | Avråds                                                            |

### Överbefälhavarens förslag från 1957
Förslaget utarbetades som ett alternativ till de kostnadsramar som regeringen angivit. Det byggde på att 1954 års försvarsförslag skulle ha realiserats med start 1955/1956. Förslaget hade en något högre kostnadsram än alternativen Adam, Bertil och Cesar.
| Kriterium        | ÖB 1957 | Adam | Bertil | Cesar | David |
| ---------------- | ------- | ---- | ------ | ----- | ----- |
| Kostnadsnivå     | 100     | 95   | 90     | 85    | 75    |
| Invasionsförmåga | 100     | 85   | 60     | 30    | 10    |
| Luftförsvar      | 90      | 80   | 60     | 40    | 20    |
| Marin kapacitet  | 90      | 75   | 50     | 30    | 10    |
| Arméns styrka    | 100     | 85   | 60     | 40    | 20    |
| Importskydd      | 90      | 80   | 50     | 20    | 0     |

## Den strategiska kontexten och försvarets målsättning
Sveriges försvarsläge bedömdes som strategiskt viktigt, det på grund av landets geografiska placering mellan de stora maktblocken. Målsättningen för försvaret, sedan 1948, bibehölls: att kunna ge uttryck åt försvarsviljan, avvisa kränkningar, samt att förhindra en angripare från att få fast fot på svensk mark. Försvaret skulle kunna möta överrumplingsförsök och genom segt motstånd säkerställa Sveriges handlingsfrihet.
Propositionen betonade att den snabba militärtekniska utvecklingen, med framväxten av atomvapen, kemiska stridsmedel, robotar och avancerade teletekniska hjälpmedel, skulle komma att ställa nya krav på försvaret. Man måste räkna med att atomvapen skulle finnas i stora kvantiteter i mitten av 1960-talet och inte längre skulle betraktas som exklusiva. Även utvecklingen av interkontinentala robotar och ubåtsbaserade robotar lyfts fram. Det konstaterades att Sverige måste studera möjligheterna att förvärva taktiska atomvapen. Det är en dubbel uppgift att både utveckla nytt och modernisera befintligt materiel.

### Försvarsgrenarnas utformning
- Flygvapnet prioriteras: För att möta det ökade hotet från luften och stärka både invasions- och luftförsvaret, föreslås en kvantitativ förstärkning av flygvapnet. Detta innebär en ökning av totala antalet jaktflygplan med 18% och attackflygplan med 50%. En övergång till mer allvädersjakt (nattjakt) inleds. Utveckling av luftförsvarsrobotförband och förstärkning av luftbevakning och jaktstridsledning ingår.[1]
- Armén: Minskning av antalet fältbataljoner med ca 12% och lokalförsvarsförbanden med 14%. Fokus ligger på kvalitativ modernisering: ökad eldkraft (nya stridsvagnar, pansarvärn, artilleri, radar), förbättrad rörlighet (motorisering), effektivare ledning och samband. Särskilda ABC-skyddsförband införs.[1]
- Marinen: Utveckling mot en "lätt flotta" med fler, mindre men slagkraftiga fartyg. Antalet jagare minskar (ca 40%), motortorpedbåtar ökar (ca 30%), och fokus läggs på moderna ubåtar, torped- och minvapen. Kustartilleriet behålls inom marinen och moderniseras med bland annat robotbatterier och förstärkt undervattensskydd.[1]

## Armén
För armén innebar försvarsbeslutet att man skulle tillföras en ny modern stridsvagn. Inför försvarsbeslutet togs det fram tre olika alternativ för vidare studier.:
- Alternativ A – Anglo-amerikansk utveckling (M60 Patton)
- Alternativ T – Tysk-fransk utveckling (Leopard 1)
- Alternativ S – Svenskt förslag. Ett förslag som påbörjades att utvecklas redan 1956, en vagn i 30-tonsklassen med liten silhuett, starkt skydd och god rörlighet.

Alternativ S var det förslag som gick vinnande ur upphandlingen, detta på grund av den svenska neutralitetspolitiken och i viss mån även arbetsmarknadspolitiken. För att verka trovärdig som neutral stat, valde man att ta fram en egen vagn. Detta medförde även att det skapades arbetstillfällen inom försvarsindustrin. De första prototyperna på S-vagnen kom att beställas för leverans 1961. Åren 1967–1971 kom 290 vagnar av Stridsvagn S (som inom armén fick benämning Stridsvagn 103) att levereras och fördelas inom pansartrupperna.
Inom armén beslutades vidare att fem infanteribrigader av typförbandet IB 49 skulle avvecklas 1958 och att en pansarbrigad omorganiserades till infanteribrigad. 
Åren 1957–1963 kom även tre regementen att organiseras som pansarinfanteri.
- Södra skånska infanteriregementet (I 7)
- Älvsborgs regemente (I 15)
- Södermanlands regemente (I 10)

Södermanlands regemente (P 3) kom 1957 att motta personal från det avvecklade Upplands regemente (I 8), vilket fick som resultat att regementet med brigad omorganiserades till pansarinfanteri under namnet Södermanlands regemente (I 10). År 1963 återfördes regementet till pansartrupperna, då under namnet Södermanlands regemente (P 10).

### Förändringar inom armén
Med försvarsbeslutet kom en större omlokalisering att göras av fredstida förband. En del av denna omorganisation kom att kallas mälarkarusellen, vilken kom att snurra på fram till 1982. 
| Regementsnr | Regemente                     | Garnisonsort        | Kommentar                                                                                      |
| ----------- | ----------------------------- | ------------------- | ---------------------------------------------------------------------------------------------- |
| A 1         | Svea artilleriregemente       | Sundbyberg          | Omlokaliserades 1963 till Linköping                                                            |
| A 2         | Göta artilleriregemente       | Göteborg/Kviberg    | Avvecklades 1962 och personal överfördes till Göta luftvärnsregemente (Lv 6)                   |
| I 8         | Upplands regemente            | Uppsala             | Avvecklades 1957 och personal överfördes till Södermanlands regemente (P 3).                   |
| K 3         | Livregementets husarer        | Skövde              | Beslut om avveckling revs upp 1959                                                             |
| K 4         | Norrlands dragonregemente     | Umeå                | Uppgick 1958 som bataljon i Västerbottens regemente (I 20).                                    |
| InfKS       | Infanteriets kadettskola      | Stockholm/Bagartorp | Omlokaliserades 1962 till Halmstad                                                             |
| InfSS       | Infanteriskjutskolan          | Stockholm/Roserberg | Omlokaliserades 1961 till Linköping                                                            |
| Lv 1        | Karlsborgs luftvärnsregemente | Karlsborg           | Beslut om avveckling togs efter försvarsbeslutet. Avvecklades 1961.                            |
| Lv 2        | Östgöta luftvärnsregemente    | Linköping           | Avvecklades 1962.                                                                              |
| Lv 6        | Göteborgs luftvärnskår        | Göteborg/Högsbo     | Omorganiserades till regemente samt med det även omlokaliserades 1962 till Kviberg i Göteborg. |
| Lv 5        | Sundsvalls luftvärnskår       | Sundsvall           | Beslut om avveckling ändrades 1959 till Karlsborgs luftvärnsregemente.                         |
| P 3         | Södermanlands regemente       | Strängnäs           | Omorganiseras 1957 till pansarinfanteri och beteckningsbyte till I 10                          |
| S 1         | Signalregementet              | Solna               | Omlokaliserades 1957 till Uppsala.                                                             |
| S 2         | Signalbataljonen i Skövde     | Skövde              | Omlokaliserades 1961 till Karlsborg.                                                           |

Under försvarsbeslutsperioden (1958–1963) kom totalt sju stycken brigader att påverkas av försvarsbeslutet. Fem stycken infanteribrigader utgick helt och hållet ur krigsorganisationen 1958. En pansarbrigad omorganiserades till infanteri och en infanteribrigad överfördes till Svea livgarde (I 1).
| Brigadnr | Brigad                | Garnisonsort | Kommentar                                                                      |
| -------- | --------------------- | ------------ | ------------------------------------------------------------------------------ |
| IB 16    | Hallandsbrigaden      | Halmstad     | Avvecklades 1958                                                               |
| IB 25    | Fältjägarbrigaden     | Östersund    | Omorganiserades 1958 till tre stycken självständiga fjällbataljoner            |
| IB 28    | Upplandsbrigaden      | Uppsala      | Överfördes 1957 till Svea livgarde (I 1) under namnet Upplandsbrigaden (IB 38) |
| IB 34    | Östgötabrigaden       | Linköping    | Avvecklades 1958                                                               |
| IB 38    | Västmanlandsbrigaden  | Uppsala      | Avvecklades 1957, personalen överfördes till Södermanlands regemente (P 3)     |
| PB 10    | Södermanlandsbrigaden | Strängnäs    | Omorganiseras 1957 till infanteribrigad                                        |

## Flygvapnet
För flygvapnet innebar försvarsbeslutet en mindre avveckling av flottiljer, men genom denna nedskärning tillkom ett utrymme för moderniserades och förbättring av de kvarvarande delarna, bland annat genom införandet av flygplanen Saab 32 Lansen och Saab 35 Draken. Tanken med försvarsbeslutet var att få möjligheten att möta en angripare på längre avstånd och därigenom kom flygvapnet att prioriteras på grund av sin operativa rörlighet. Denna prioritering skedde på bekostnad av både armén och marinen.
De flygslag som fanns i landet var jakt-, attack- och spaningsflyg och bestod av flygplanstyperna:
- J 29 Tunnan (jaktflygplan och senare även spaningsflygplan)
- A 32 Lansen (attackflygplan och senare även spaningsflygplan och jaktflygplan)
- J 34 Hawker (120 stycken anskaffades för att öka jaktkapaciteten i väntan på J 35 Draken)
- J 35 Draken (jaktflygplan avsedd för snabba och högtflygande mål, senare även som spaningsflygplan)

Utöver satsning på nya flygplan beslutades det även att flygvapnet skulle tillföras ytterligare 31 baser om en kostnad på totalt 250 miljoner och att det totala antalet flygbaser skulle uppgå till 70 stycken inom Bas 60-systemet. Baserna skulle vara av tre olika typer
- Bas A - användas ständigt under året och dygnet
- Bas B - tillfälligt i fred och ständigt i krig
- Bas C - endast användning i krig

### Flygflottiljer
| Flottiljnr | Flygflottilj               | Ort        | Flygslag                                                  | Flygplanstyper   | Kommentar                                   |
| ---------- | -------------------------- | ---------- | --------------------------------------------------------- | ---------------- | ------------------------------------------- |
| F 1        | Västmanlands flygflottilj  | Västerås   | Jaktflottilj                                              | J 32B            |                                             |
| F 2        | Roslagens flygkår          | Hägernäs   | Skolförband för strilutbildning. (Flygvapnets radarskola) |                  |                                             |
| F 3        | Östgöta flygflottilj       | Malmen     | Jaktflottilj                                              | J 35             |                                             |
| F 4        | Jämtlands flygflottilj     | Östersund  | Jaktflottilj                                              | J 29             |                                             |
| F 5        | Krigsflygskolan            | Ljungbyhed | Skolförband för flygförarutbildning                       |                  |                                             |
| F 6        | Västgöta flygflottilj      | Karlsborg  | Attackflottilj                                            | A 32             |                                             |
| F 7        | Skaraborgs flygflottilj    | Såtenäs    | Attackflottilj                                            | A 32             |                                             |
| F 8        | Svea flygflottilj          | Barkarby   | Flygräddning och transportflyg                            |                  | Från 1962 organiserad som Svea flygkår.     |
| F 9        | Göta flygflottilj          | Säve       | Jaktflottilj                                              | J 34             |                                             |
| F 10       | Skånska flygflottiljen     | Ängelholm  | Jaktflottilj                                              | J 29, J 34       |                                             |
| F 11       | Södermanlands flygflottilj | Nyköping   | Spaningsflottilj                                          | S 32, S 29, S 35 |                                             |
| F 12       | Kalmar flygflottilj        | Kalmar     | Jaktflottilj                                              | J 32B            |                                             |
| F 13       | Bråvalla flygflottilj      | Norrköping | Jaktflottilj                                              | J 35             |                                             |
| F 14       | Hallands flygflottilj      | Halmstad   | Skolförband för markpersonal                              |                  | Från 1961 organiserad som Hallands flygkår  |
| F 15       | Hälsinge flygflottilj      | Söderhamn  | Attackflottilj                                            | A 32             |                                             |
| F 16       | Upplands flygflottilj      | Uppsala    | Jaktflottilj                                              | J 35             |                                             |
| F 17       | Blekinge flygflottilj      | Ronneby    | Attackflottilj                                            | A 32             |                                             |
| F 18       | Södertörns flygflottilj    | Tullinge   | Jaktflottilj                                              | J 34             |                                             |
| F 20       | Flygvapnets krigsskola     | Uppsala    | Skolförband                                               |                  |                                             |
| F 21       | Norrbottens flygbaskår     | Luleå      | Jakt/Spaningsflottilj                                     | J 32B, S 29      | Ombildad 1963 till Norrbottens flygflottilj |

## Marinen
För marinen innebar beslutet att andelen av försvarsbudgeten minskades från 18 till 12 procent. Detta planerades att genomföras genom att de stora övervattensfartygen med ubåtsjaktsförmåga successivt skulle ersättas av ett större antal mindre attackfartyg. Samtidigt skulle undervattensfartygen få ett större ansvarsområde och ökad effektivitet Med andra ord: en övergång till en lätt flotta. Storleken på dessa nya attackfartyg medgav inte att de också utrustades med system för att lokalisera och bekämpa ubåtar.
Genom försvarsbeslutet tillkom Marinplan 60. En marinplan som kom att styra utveckling inom marinen under hela 1960-talet. Projekt som tillkom genom försvarsbeslutet var bland annat ubåtsklassen Sjöormen.

## Militärmusiken
En viktig förändring var att befattningen som högste konstnärligt sakkunnig - musikinspektör - nu ej längre tillika var kombinerad med befattning musikdirektör vid Svea Livgardes musikkår utan blev självständig. Musikinspektören placerades på arméstaben sektion III (Personal). C Sekt III blev tillika personalkårschef för alla musiker som nu ej längre tillhörde förbandens organisation.
I försvarsbeslutet fördes rent konstnärliga resonemang om musikkårernas besättning (instrumentsammansättning) och repertoar. Dessutom gjordes omfattande förändringar av utbildningen till musikunderofficer som var den tidens uttryck för fullständigt utbildad professionell musiker. Musikeleverna fick inte längre räknas som en del av respektive musikkårs besättning. Musikaspiranter infördes som begrepp och deras roll var vikariens i lämpliga fall men ej eget ansvar för en stämma. Musikfurirerna ansågs grundutbildade men statsrådet anger uttryckligen att deras furirtid skall ägnas åt fortbildning och att utbildning till musikunderofficer skulle påbörjas vid senast 25 års ålder. Musikunderofficersutbildningen förlades till Kungl. Musikhögskolan i Stockholm och omfattade 2 år för underofficerare jämte ytterligare 4 års utbildning för underofficerare lämpade som musikdirektörer.
ÖB motsätter sig bestämt den betydande minskningen av musikkårer som propositionen förebådar utan förordar en viss minskning av antalet kårer en förstärkning av de resterande.
| Räjong            | Förband                                     | Ort          | Förband      | Försvarsgren | Typ |                                                          |                                                          |                                                          |                                                          |                                                          |
| Boden             | I 19, A 8, Lv 7, Ing 3, S 1 B, JS, F 21     | Boden        | I 19         | Armén        | I   | ÖB ALT II                                                |                                                          |                                                          |                                                          |                                                          |
| Umeå              | I 20, K 4                                   | Umeå         | I 20         | Armén        | II  | ÖB ALT II                                                |                                                          |                                                          |                                                          |                                                          |
| Östersund         | I 5, A 4, F 4                               |              |              | Armén        | II  | ÖB ALT II                                                |                                                          |                                                          |                                                          |                                                          |
| Sollefteå         | I 21, T 3, Lv 5, KA 5                       | Sollefteå    | I 21         | Armén        | II  | ÖB ALT II                                                |                                                          |                                                          |                                                          |                                                          |
| Gävle-Dala        | I 13, I 14, F 15                            | Falun        | I 13         | Armén        | II  | ÖB ALT II                                                |                                                          |                                                          |                                                          |                                                          |
| Bergslagen        | I 2, I 3, A 9, ArtSS                        | Karlstad     | I 2          | Armén        | II  | ÖB ALT II                                                |                                                          |                                                          |                                                          |                                                          |
| Skövde-Karlsborg  | K 3, P 4, Lv 1, S 1 Sk, T 2, F 6            | Skövde       | P 4          | Armén        | II  | ÖB ALT II                                                |                                                          |                                                          |                                                          |                                                          |
| Uddevalla-Såtenäs | I 17, F 7                                   | Uddevalla    | I 17         | Armén        | II  | ÖB ALT II                                                |                                                          |                                                          |                                                          |                                                          |
| Göteborg          | A 2, Lv 6, ösg, KA 4, F 9                   | Göteborg     | ÖSG EL. KA 4 | Marinen      | I   | ÖB ALT II                                                |                                                          |                                                          |                                                          |                                                          |
| Borås-Jönköping   | I 15, A 6                                   | Borås        | I 15         | Armén        | II  | ÖB ALT II                                                |                                                          |                                                          |                                                          |                                                          |
| Halmstad          | I 16, F 5, F 10, F 14                       | Halmstad     | F 14         | Flygvapnet   | II  | ÖB ALT II                                                |                                                          |                                                          |                                                          |                                                          |
| Norra Skåne       | I 6, P 2, A 3, T 4                          | Kristianstad | I 6          | Armén        | II  | ÖB ALT II                                                |                                                          |                                                          |                                                          |                                                          |
| Södra Skåne       | I 7, Lv 4                                   | Ystad        | I 7          | Armén        | II  | ÖB ALT II                                                |                                                          |                                                          |                                                          |                                                          |
| Karlskrona        | FSK, KA 2, F 12, F 17                       | Karlskrona   | FSK          | Marinen      | II  | ÖB ALT II                                                |                                                          |                                                          |                                                          |                                                          |
| Småland           | I 11, I 12, Ing 2                           | Eksjö        | I 12         | Armén        | II  | ÖB ALT II                                                |                                                          |                                                          |                                                          |                                                          |
| Gotland           | I 18, A 7, KA 3                             | Viby         | I 18         | Armén        | II  | ÖB ALT II                                                |                                                          |                                                          |                                                          |                                                          |
| Östergötland      | I 4, Lv 2, T 1, F 3, F 13                   | Linköping    | I 4          | Armén        | II  | ÖB ALT II                                                |                                                          |                                                          |                                                          |                                                          |
| Mälardalen        | P 1, P 3, F 1, F 11, FCS                    | Strängnäs    | P 3          | Armén        | II  | ÖB ALT II                                                |                                                          |                                                          |                                                          |                                                          |
| Uppland           | I 8, Lv 3, InfSS, LvSS, F 16, F 20, AUS, FL | Uppsala      | F 16         | Flygvapnet   | II  | ÖB ALT II                                                |                                                          |                                                          |                                                          |                                                          |
| Storstockholm     | I 1, K 1, A 1, Ing 1, S 1                   | Stockholm    | ÖSS          | Marinen      | II  | ÖB ALT II                                                |                                                          |                                                          |                                                          |                                                          |
|                   | KS, INFKS, TYGS                             | Solna        | I 1          | Armén        | I   | ÖB ALT II                                                |                                                          |                                                          |                                                          |                                                          |
|                   | ÖSS, KA 1, KSS, BERGA S, F 2, F 8, F 18     | Barkarby     | F 8          | Flygvapnet   | II  | ÖB ALT II                                                |                                                          |                                                          |                                                          |                                                          |
| Västerås          |                                             | Västerås     | F 1          | Flygvapnet   | II  | Föreslagna av statsrådet med hänsyn till civilt musikliv | Föreslagna av statsrådet med hänsyn till civilt musikliv | Föreslagna av statsrådet med hänsyn till civilt musikliv | Föreslagna av statsrådet med hänsyn till civilt musikliv | Föreslagna av statsrådet med hänsyn till civilt musikliv |
| Örebro            |                                             | Örebro       | I 3          | Armén        | II  | Föreslagna av statsrådet med hänsyn till civilt musikliv | Föreslagna av statsrådet med hänsyn till civilt musikliv | Föreslagna av statsrådet med hänsyn till civilt musikliv | Föreslagna av statsrådet med hänsyn till civilt musikliv | Föreslagna av statsrådet med hänsyn till civilt musikliv |
| Jönköping         |                                             | Jönköping    | A 6          | Armén        | II  | Föreslagna av statsrådet med hänsyn till civilt musikliv | Föreslagna av statsrådet med hänsyn till civilt musikliv | Föreslagna av statsrådet med hänsyn till civilt musikliv | Föreslagna av statsrådet med hänsyn till civilt musikliv | Föreslagna av statsrådet med hänsyn till civilt musikliv |
| Växjö             |                                             | Växjö        | I 11         | Armén        | II  | Föreslagna av statsrådet med hänsyn till civilt musikliv | Föreslagna av statsrådet med hänsyn till civilt musikliv | Föreslagna av statsrådet med hänsyn till civilt musikliv | Föreslagna av statsrådet med hänsyn till civilt musikliv | Föreslagna av statsrådet med hänsyn till civilt musikliv |